# Транспортировка животных
Транспортировка животных — это преднамеренное перемещение животных на транспорте. Общие категории перевозимых животных включают домашний скот, предназначенный для продажи или убоя; зоологические образцы; лабораторные животные; скаковые лошади; домашние животные; и спасение или переселение диких животных.
Способы транспортировки животных сильно различаются от вида к виду.

## История
Люди перевозили животных для самых разных целей на протяжении тысячелетий, сохранилось множество сообщений о транспортировке животных из древнего мира. Животных перевозили для римских цирков и для использования в бою. Двумя хорошо известными историческими примерами животных, перевезенных между странами, являются слон Ханно и носорог Дюрера.
Позже животных перевозили из Нового Света в Европу для изучения и интродукции.
В течение XX века транспортировка животных была сосредоточена на перемещении животных ради пищи, исследований, развлечений и сохранения редких видов. Во многих странах транспортировка животных регулируется законодательством. В Европе они регулируются директивой Европейского совета, принятой в 2007 году, а также соответствующим законодательством, принятым в странах-членах ЕС, в том числе в Англии, посредством Указа 2006 «О защите животных (транспорт)» («WATEO 2006»); и «эквивалентным национальным законодательством Шотландии, Уэльса и Северной Ирландии». Ассоциация перевозки животных была создана в 1976 году заинтересованными сторонами для разработки передовых методов и предоставления информации тем, кто занимается транспортировкой животных.
В июне 2020 года Европейский парламент проголосовал за создание комиссии по расследованию перевозки живых животных через Европейский Союз и вывоза за его пределы.

## Домашние животные
Особенно часто транспортируется скот, предназначенный для продажи или убоя, скаковые лошади и домашних животные-компаньоны. Важно избежать травмирования или гибели животного при транспортировке.

## Лабораторные животные
Институт исследований лабораторных животных Национального исследовательского совета США разработал руководство по транспортировке животных.

## Животные для зоопарков
Дикие животные часто перевозятся для демонстрации в зоопарках. Перевозка некоторых из них сопряжена со специфическими трудностями.

### Слоны
Слонов регулярно перевозят в цирки и в качестве рабочей силы, но между зоопарками их перевозят реже. Исторически сложилось так, что боевых слонов перевозили из их родных мест на поля сражений по всему древнему миру. Птолемей II Филадельф в III веке до н. э. специально для этой цели строил корабли.
Цирковых слонов исторически перевозили в цирковых поездах.
В наше время транспортировка слонов часто вызывает споры. В 2013 году генеральный директор зоопарка Торонто заявил, что «независимо от вида транспорта, наземного, воздушного или железнодорожного, существуют риски, связанные с перемещением слонов». Зоопарк не смог окончательно определить способ транспортировки трёх слонов в заповедник в Калифорнии. Другой член правления зоопарка Торонто отметил, что если слон впадает в панику во время перевозки по воздуху, «его, возможно, придётся усыпить».

### Жирафы
Жирафов обычно перевозят в контейнерах или ящиках, изготовленных по индивидуальному заказу, с учётом их роста.
В 2013 году 15-месячная самка жирафа Накуру была перевезена из Новой Зеландии в австралийский Мельбурн. Её поместили в специальный 4,2-метровый ящик и перевезли по морю на грузовом судне. В соответствии с требованиями австралийского законодательства, Накару была помещена на карантин на срок 30 дней в зоопарке Верриби на открытом воздухе, прежде чем её снова перевезли на грузовике в зоопарк Мельбурна примерно в 30 километрах от него.
Ранее в 2013 году Тонда, трёхлетний самец ростом 4,3 метра, был переведён из зоопарка Пейнтона в зоопарк Чессингтона (оба в Англии). Этот 322-километровый переезд был выполнен голландской компанией, специализирующейся на перевозке животных, с использованием специально построенного прицепа с регулируемой крышей.

### Львы
Львы представляют особые проблемы при транспортировке из-за своего размера и опасности, которую они представляют для людей. Чтобы перевезти двух львов из Марокко в Германию, одна специализированная компания по транспортировке животных решила перевезти животных по суше, через Гибралтар, Испанию и Францию, а не по воздуху. Транспортное средство, которое они использовали, было значительно модифицировано усиленной подвеской и амортизаторами.
В 2013 году южноафриканский зоолог привлёк внимание средств массовой информации к тому, что перевёз 27 львов, в основном взрослых особей, в своём фургоне Mercedes-Benz Sprinter, чтобы перевезти их из одного парка дикой природы в другой.

### Тапиры
Тапиры связаны с лошадьми и носорогами, они квалифицируются Министерством сельского хозяйства США как «толстокожие» (наряду со слонами, носорогами и бегемотами) с целью транспортировки и импорта. Взрослых тапиров нельзя содержать вместе, а молодняк нельзя разлучать с их матерями в течение первого года жизни — таким образом, транспортировка молодых тапиров представляет значительные трудности.
В 2008 году трёхлетнего тапира Ромео перевезли из Коста-Рики в Нэшвилл, штат Теннесси. Ромео был первым животным, законно покинувшим страну, и первым тапиром, перевезённым в Соединённые Штаты за более чем 20 лет. Специально сконструированная клетка использовалась для перевозки тапира на грузовом самолёте, а саму транспортировку контролировали сотрудники зоопарка Нэшвилла.
В 2013 году Тимми, 400-фунтовый тапир Бэрда, страдавший от ушных инфекций, был отправлен службой FedEx из Флориды в Лос-Анджелес в рамках программы разведения. После поездки его продержали на карантине 30 дней.

## Аквариумные животные
Существует два метода перемещения крупных морских млекопитающих — влажная транспортировка, при которой животное содержится в большом резервуаре с водой, и сухая транспортировка, при которой животное помещается в мягкую перевязь и поддерживается в спокойном, влажном и прохладном состоянии. Выбор влажного или сухого транспорта зависит от размера перевозимого животного и расстояния, которое необходимо преодолеть.

### Косатки
Транспортировка косаток была определяющей для сюжета популярного фильма «Освободи Вилли». Кейко, сыгравшую роль Вилли, в фильме перевозили на трейлере, хотя в действительности на съёмки в океанариум побережья Орегона её доставили по воздуху службой United Parcel. Когда в 1998 году её перевозили на острова Вестманнаэйяр в Исландии, её погрузили в транспортный самолет C-17 ВВС США.

### Другие киты
Самым крупным когда-либо перевозившимся животным, был Джей-Джей, молодой серый кит, весивший 8700 кг и длиной 9,4 м. Его поместили на изготовленную на заказ транспортную стропу и подняли краном на 40-футовый прицеп с подкладкой из пеноматериала, а затем снова с помощью крана отпустили рядом с Пойнт-Лома. FedEx отправила как минимум семь китов в аквариумы на стропах внутри металлических контейнеров, содержащих ровно столько воды, чтобы киты оставались влажными.

### Ластоногие
Считается, что транспортировка ластоногих проще, чем китообразных, поскольку ластоногие ведут полуводный образ жизни и могут долгое время находиться вне воды, если содержатся в прохладном и влажном состоянии. Охлаждение транспортируемого ластоногого может осуществляться с помощью распыления воды или помещения постепенно тающего льда над контейнером.

## Перевозка домашних животных

### Самолётом
Авиакомпании различаются в своей политике в отношении перевозки домашних животных: одни разрешают перевозку домашних животных в пассажирском салоне, другие настаивают на том, чтобы их перевозили в тех же отсеках, что и багаж, почту и другие грузы. Эти отсеки могут находиться под давлением и могут поддерживаться в постоянном диапазоне температур. Американская ассоциация хорьков, например, предлагает советы по политике девятнадцати различных перевозчиков.
Существуют специализированные компании по перевозке животных воздушным транспортом, организующие отдельные чартеры для крупных и крупногабаритных проектов перевозки животных с привлечением сопровождающих ветеринаров для обеспечения безопасности и комфорта животных-пассажиров. Эти компании часто заказывают самолёты для крупномасштабных проектов по переселению зоопарков, перевозя множество экзотических животных.

#### Споры
В 2018 году авиакомпания United Airlines признала, что заставила поместить домашнее животное в багажное отделение, что привело к смерти животного. Всего два дня спустя другая собака на борту рейса United была ошибочно отправлена в Японию вместо предполагаемого пункта назначения в Канзас-Сити.
Похожий инцидент произошёл в марте 2018 года, когда Delta Air Lines отправила щенка в Солт-Лейк-Сити вместо предполагаемого пункта назначения в Бойсе.

### Паспорта
В 2004 году были приняты изменения в законодательстве ЕС позволившие беспрепятственно перевозить хорьков, как и кошек и собак ранее, в пределах границ Европейского Союза.
В настоящее время схема паспортов домашних животных ЕС распространяется только на кошек, собак и хорьков, вакцинированных от бешенства и оснащённых электронными микрочипами. На данный момент в ЕС нет общего законодательства, регулирующего перевозку других домашних животных, при этом разные государства-члены применяют разные правила.